# Futbol'nyj Klub Ufa 2020-2021
Questa voce raccoglie le informazioni riguardanti il Futbol'nyj Klub Ufa nelle competizioni ufficiali della stagione 2020-2021.

## Stagione
La squadra finì il campionato in tredicesima posizione, ma non disputò gli spareggi promozione/retrocessione previsti da regolamento a causa delle defezioni di due club di seconda serie (Orenburg e Alanija Vladikavkaz) che non avevano la licenza per disputare la Prem'er-Liga.

## Maglie
| Manica sinistra · Manica sinistra · Maglietta · Maglietta · Manica destra · Manica destra · Pantaloncini · Pantaloncini · Calzettoni | Manica sinistra · Manica sinistra · Maglietta · Maglietta · Manica destra · Manica destra · Pantaloncini · Pantaloncini · Calzettoni · Calzettoni |

## Rosa
| N. |                       | Ruolo | Calciatore        |
| -- | --------------------- | ----- | ----------------- |
| 1  | Russia (bandiera)     | P     | Aleksej Černov    |
| 2  | Russia (bandiera)     | D     | Grigori Morozov   |
| 3  | Russia (bandiera)     | D     | Pavel Alikin      |
| 4  | Russia (bandiera)     | D     | Aleksey Nikitin   |
| 5  | Slovenia (bandiera)   | D     | Bojan Jokic       |
| 7  | Russia (bandiera)     | A     | Dmitriy Sysuev    |
| 8  | Burundi (bandiera)    | C     | Parfait Bizoza    |
| 10 | Uzbekistan (bandiera) | C     | Oston Urunov      |
| 11 | Serbia (bandiera)     | D     | Nemanja Miletic   |
| 15 | Russia (bandiera)     | D     | Konstantin Pliev  |
| 16 | Russia (bandiera)     | P     | Yuri Shafinskiy   |
| 18 | Serbia (bandiera)     | A     | Komnen Andric     |
| 19 | Russia (bandiera)     | C     | Oleg Ivanov       |
| 22 | Russia (bandiera)     | C     | Artem Golubev     |
| 24 | Croazia (bandiera)    | C     | Filip Mrzljak     |
| 27 | Russia (bandiera)     | D     | Oleg Dzantiyev    |
| 29 | Russia (bandiera)     | C     | Vladislav Kamilov |
| 31 | Russia (bandiera)     | P     | Aleksandr Belenov |
| 32 | Austria (bandiera)    | D     | Moritz Bauer      |
| 33 | Russia (bandiera)     | D     | Aleksandr Sukhov  |

| N. |                        | Ruolo | Calciatore          |
| -- | ---------------------- | ----- | ------------------- |
| 55 | Georgia (bandiera)     | D     | Jemal Tabidze       |
| 57 | Russia (bandiera)      | A     | Vyacheslav Krotov   |
| 75 | Russia (bandiera)      | A     | Timur Zhamaletdinov |
| -  | Ucraina (bandiera)     | D     | Oleg Danchenko      |
| -  | Romania (bandiera)     | D     | Ionut Nedelcearu    |
| -  | Russia (bandiera)      | D     | Sergey Borodin      |
| -  | Lussemburgo (bandiera) | C     | Olivier Thill       |
| -  | Russia (bandiera)      | C     | Nikolay Giorgobiani |
| -  | Russia (bandiera)      | C     | Azer Aliev          |
| -  | Russia (bandiera)      | C     | Danila Emeljanov    |
| -  | Moldavia (bandiera)    | C     | Catalin Carp        |
| -  | Russia (bandiera)      | C     | Kirill Folmer       |
| -  | Russia (bandiera)      | C     | Igor Bezdenezhnykh  |
| -  | Ucraina (bandiera)     | C     | Akhmed Alibekov     |
| -  | Russia (bandiera)      | C     | Nikita Belousov     |
| -  | Russia (bandiera)      | C     | Magomed Rabadanov   |
| -  | Russia (bandiera)      | A     | Gamid Agalarov      |
| -  | Slovenia (bandiera)    | A     | Andrés Vombergar    |
| -  | Slovenia (bandiera)    | A     | Lovro Bizjak        |

## Risultati

### Prem'er-Liga
| Arbitro: | Sergey Karasev |

|  |           |                                                   |
|  | Marcatori | 53’ Rémy Cabella 63’ Rémy Cabella 65’ Marcus Berg |

| Arbitro: | Sergey Lapochkin |

|                                       |           |                                                                    |
| Evgeniy Lutsenko 26’ Kings Kangwa 72’ | Marcatori | 45'+1’ Vyacheslav Krotov 54’ Artem Golubev 63’ (rig.) Lovro Bizjak |

| Arbitro: | Stanislav Vasiljev |

|                 |           |                    |
| Pavel Alikin 2’ | Marcatori | 18’ Ezequiel Ponce |

| Arbitro: | Mikhail Vilkov |

|  |           |                     |
|  | Marcatori | 79’ Kento Hashimoto |

| Arbitro: | Pavel Kukuyan |

|                                                       |           |  |
| In-beom Hwang 47’ Denis Makarov 55’ Denis Makarov 69’ | Marcatori |  |

| Arbitro: | Evgeni Turbin |

|                         |           |                   |
| Timur Zhamaletdinov 59’ | Marcatori | 43’ Clinton N'Jie |

| Arbitro: | Kirill Levnikov |

|                                              |           |  |
| Aleksey Gritsaenko 42’ Mikhail Kostyukov 79’ | Marcatori |  |

| Arbitro: | Nikolay Voloshin |

|  |           |                         |
|  | Marcatori | 64’ Kristijan Bistrovic |

| Arbitro: | Aleksey Sukhoy |

| |           |  |
| Sardar Azmoun 24’ Artem Dzyuba 32’ (rig.) Sardar Azmoun 61’ Artem Dzyuba 72’ Artem Dzyuba 88’ Aleksey Sutormin 90'+2’ | Marcatori |  |

| Ufa 3 ottobre 2020, ore 13:00 10ª giornata | Ufa            | 0 – 0 referto | Rotor | Stadio Neftjanik (5.247 spett.)\| Arbitro: \| Vitali Meshkov \| |
| Arbitro:                                   | Vitali Meshkov |               |       |                                                                 |

| Arbitro: | Pavel Kukuyan |

|                         |           |  |
| Grzegorz Krychowiak 67’ | Marcatori |  |

| Arbitro: | Sergey Lapochkin |

|                                                                   |           |                |
| Bernard Berisha 14’ (rig.) Vladimir Iljin 68’ Bernard Berisha 77’ | Marcatori | 56’ Azer Aliev |

| Arbitro: | Vladimir Moskalev |

|                   |           |                                            |
| Komnen Andric 61’ | Marcatori | 27’ Eric Bicfalvi 38’ (rig.) Eric Bicfalvi |

| Arbitro: | Nikolay Voloshin |

|                     |           |                          |
| Sergey Terekhov 53’ | Marcatori | 87’ (rig.) Komnen Andric |

| Arbitro: | Stanislav Vasiljev |

|                 |           |                                              |
| Bojan Jokic 83’ | Marcatori | 5’ Ilya Kukharchuk 37’ Aleksandr Troshechkin |

| Arbitro: | Aleksey Matyunin |

|                                                                                            |           |  |
| Timur Zhamaletdinov 10’ Vladislav Kamilov 45'+1’ Timur Zhamaletdinov 54’ Filip Mrzljak 79’ | Marcatori |  |

| Arbitro: | Evgeni Kukulyak |

|  |           |                   |
|  | Marcatori | 70’ Komnen Andric |

| Arbitro: | Vasili Kazartsev |

|                  |           |  |
| Kamil Mullin 78’ | Marcatori |  |

| Arbitro: | Kirill Levnikov |

|                 |           |  |
| Marcus Berg 22’ | Marcatori |  |

| Arbitro: | Artem Lyubimov |

|                                        |           |                          |
| Mohamed Konaté 49’ Denis Glushakov 62’ | Marcatori | 90'+4’ Vladislav Kamilov |

| Ekaterinburg 7 marzo 2021, ore 12:00 21ª giornata | Ural             | 0 – 0 referto | Ufa | Stadio Centrale (4.575 spett.)\| Arbitro: \| Sergey Lapochkin \| |
| Arbitro:                                          | Sergey Lapochkin |               |     |                                                                  |

| Arbitro: | Igor Panin |

|  |           |                                                                   |
|  | Marcatori | 30’ Denis Makarov 42’ Khvicha K'varatskhelia 74’ Ilya Samoshnikov |

| Arbitro: | Stanislav Vasiljev |

|  |           |                         |
|  | Marcatori | 80’ Grzegorz Krychowiak |

| Arbitro: | Ivan Sidenkov |

|                                                                                                |           |  |
| Daniil Lesovoy 10’ Konstantin Tyukavin 27’ Roman Neustädter 52’ Nikolay Komlichenko 61’ (rig.) | Marcatori |  |

| Arbitro: | Pavel Kukuyan |

|                                                               |           |  |
| Filip Mrzljak 13’ Wilker Ángel 36’ (aut.) Nemanja Miletic 54’ | Marcatori |  |

| Arbitro: | Vitali Meshkov |

|  |           |                                                               |
|  | Marcatori | 45’ Vladislav Kamilov 48’ Filip Mrzljak 87’ Vladislav Kamilov |

| Arbitro: | Igor Panin |

|                                               |           |                                                                      |
| Vyacheslav Krotov 19’ Timur Zhamaletdinov 78’ | Marcatori | 8’ Danila Prokhin 14’ Anton Zabolotnyi 90'+1’ (rig.) Christian Noboa |

| Arbitro: | Vasili Kazartsev |

|                  |           |                   |
| Fedor Chalov 71’ | Marcatori | 66’ Filip Mrzljak |

| Ufa 8 maggio 2021, ore 13:00 29ª giornata | Ufa               | 0 – 0 referto | Zenit San Pietroburgo | Stadio Neftjanik (9.660 spett.)\| Arbitro: \| Vladimir Moskalev \| |
| Arbitro:                                  | Vladimir Moskalev |               |                       |                                                                    |

| Arbitro: | Sergey Karasev |

|                                          |           |                  |
| Oleg Ivanov 8’ Maksim Belyaev 43’ (aut.) | Marcatori | 33’ Evans Kangwa |

### Kubok Rossii
| Arbitro: | Andrey Fisenko |

|  |           |                  |
|  | Marcatori | 58’ Lovro Bizjak |

| Arbitro: | Artem Chistyakov |

|  |           |                                                                                              |
|  | Marcatori | 9’ Timur Zhamaletdinov 58’ (aut.) Danila Molodnyakov 69’ Vyacheslav Krotov 78’ Komnen Andric |

| Arbitro: | Pavel Shadykhanov |

|                                                                          |           |  |
| Timur Zhamaletdinov 50’ Komnen Andric 62’ (rig.) Timur Zhamaletdinov 67’ | Marcatori |  |

| Arbitro: | Evgeni Kukulyak |

|                    |           |  |
| Evgeniy Kharin 55’ | Marcatori |  |